# Kantelesaari (ö i Norra Karelen, Joensuu, lat 62,82, long 30,79)
Kantelesaari är en ö i Finland.   Den ligger i kommunen Ilomants i den ekonomiska regionen  Joensuu ekonomiska region  och landskapet Norra Karelen, i den sydöstra delen av landet, 400 km nordost om huvudstaden Helsingfors.